# Dzień Republiki w Indiach
Dzień Republiki w Indiach – 26 stycznia – drugie obok Dnia Niepodległości (15 sierpnia) narodowe święto Indii, celebrujące wejście w życie konstytucji Indii; wprowadzone w związku z podpisaniem w styczniu 1950 roku konstytucji stworzonej pod kierunkiem dality dr Ambedkara; w Delhi odbywa się wówczas przyjmowana przez głowę państwa parada ze wszystkich regionów Indii.

## Historia
Indie uzyskały niepodległość 15 sierpnia 1947 roku, w wyniku nacisków ze strony Indyjskiego Ruchu Niepodległościowego. Ustanowienie niepodległych Indii dokonało się poprzez uchwalenie Indian Independence Act 1947 (10 & 11 Geo 6 c 30), czyli aktu prawnego parlamentu Wielkiej Brytanii, który dokonał podziału dawnych Indii Brytyjskich na dwa niepodległe dominia Wspólnoty Brytyjskiej (nazwanej później Wspólnotą Narodów). Tym samym Indie otrzymały swoją niepodległość 15 sierpnia 1947 roku jako monarchia konstytucyjna z królem Jerzym VI jako głową państwa oraz Louisem Mountbattenem jako gubernatorem generalnym. Kraj jednak nie posiadał jeszcze ostatecznej ustawy zasadniczej, a w zamian opierał swoje prawa o zmodyfikowany Government of India Act 1935, ustanowiony w czasach kolonialnych. 29 sierpnia 1947 podjęto rezolucję w sprawie powołania komisji konstytucyjnej, mającej opracować projekt ustawy zasadniczej. Przewodniczącym komisji został Bhimrao Ramji Ambedkar. Projekt konstytucji został ukończony i przedstawiony Zgromadzeniu Ustawodawczemu 4 listopada 1947 roku. Zgromadzenie obradowało w czasie publicznych sesji nad projektem przez 166 dni, a wliczając czas między sesjami dyskusje trwały przez dwa lata, 11 miesięcy i 17 dni. Ostatecznie 308 członków Zgromadzenia podpisało dwie odręczne kopie dokumentu (jeden w języku hindi, a drugi w angielskim) 24 stycznia 1950 roku, po licznych naradach i pewnych korektach. Dwa dni później, tj. 26 stycznia 1950 roku, konstytucja weszła w życie na terenie całego kraju. Tego dnia też Rajendra Prasad rozpoczął swoją pierwszą kadencję jako pierwszy prezydent Indii, a Zgromadzenie Ustawodawcze stało się parlamentem Indii na mocy przepisów przejściowych nowej konstytucji. W przeddzień Dnia Republiki prezydent przemawia do narodu.
25 listopada 1949 roku, w trakcie swojej finalnej przemowy do Zgromadzenia Ustawodawczego, dr Ambedkara zwrócił uwagę na szanse i zagrożenia wynikające z życia w Indiach po 26 stycznia 1950 roku:

Od 26 tycznia 1950 roku obieramy kurs na życie pełne sprzeczności. W polityce będziemy mieli równość, a w życiu społecznym i ekonomicznym będziemy mieli nierówność. W polityce będziemy żyć według zasady „jeden człowiek - jeden głos i jeden głos - jedna wartość”. W naszym życiu społecznym i ekonomicznym natomiast, ze względu na naszą strukturę społeczną i gospodarczą, będziemy nadal zaprzeczać zasadzie tej samej wartości każdego człowieka. Jak długo będziemy wieść życie pełne sprzeczności? Jak długo będziemy dalej rezygnować z równości w naszym życiu społecznym i ekonomicznym? Jeśli będziemy robić to długo to narazimy tym samym naszą demokrację na niebezpieczeństwo. Musimy zlikwidować tą sprzeczność tak szybko, jak to tylko możliwe, inaczej ci, którzy cierpią przez nierówności, rozsadzą struktury demokracji, którą to Zgromadzenie tak mozolnie budowało.

## Uroczystości

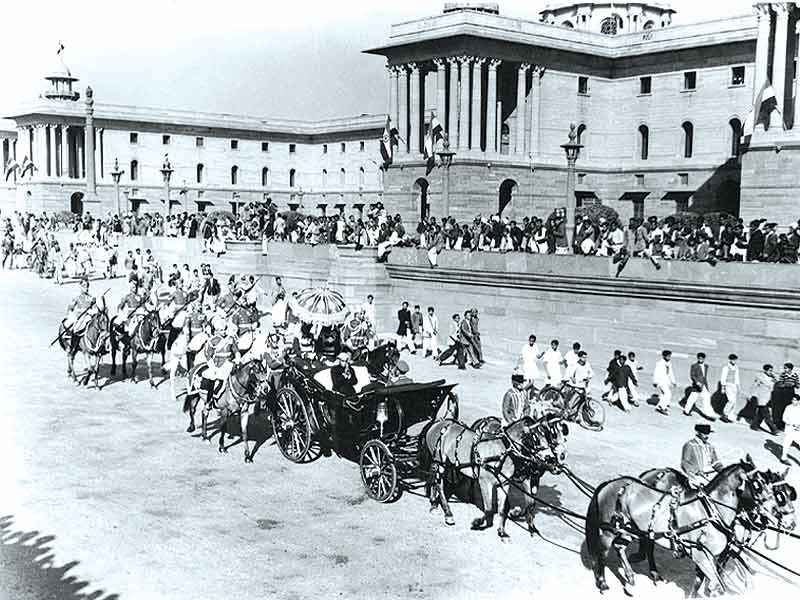
Prezydent Rajendra Prasad (w karecie) przygotowuje się do wzięcia udziału w pierwszym Dniu Republiki na bulwarze Rajpath, Nowe Delhi, rok 1950.

Główne obchody Dnia Republiki odbywają się w stolicy kraju, Nowym Delhi, na bulwarze Rajpath (oficjalnie nazywanej „Ścieżką Kartavya”), w towarzystwie prezydenta Indii. Tego dnia na Kartvya odbywają się uroczyste parady, które odprawiane są na cześć Indii, jej jedności, różnorodności i bogatego dziedzictwa kulturowego.

## Galeria

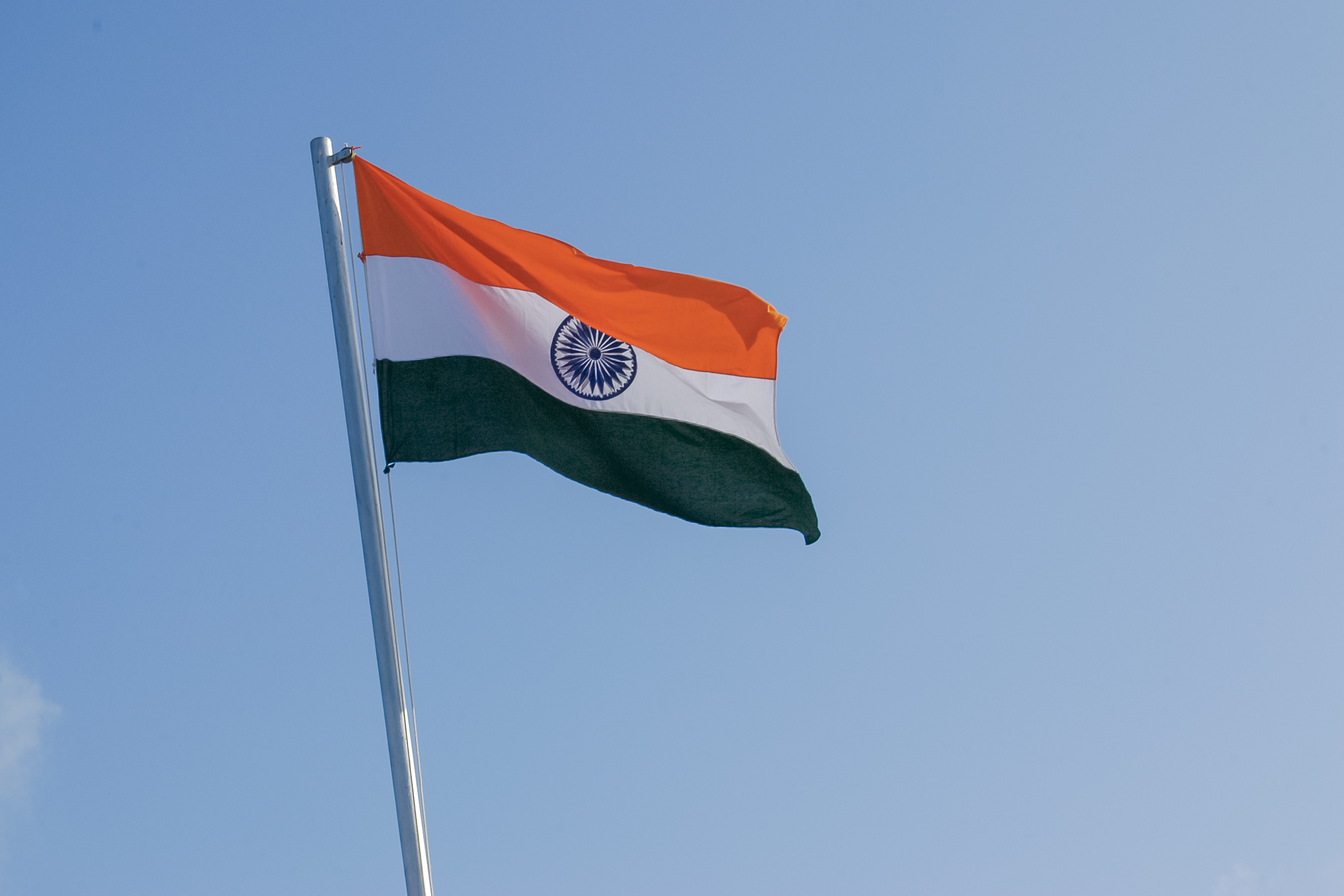
Flaga Indii powiewająca w Dzień Republiki
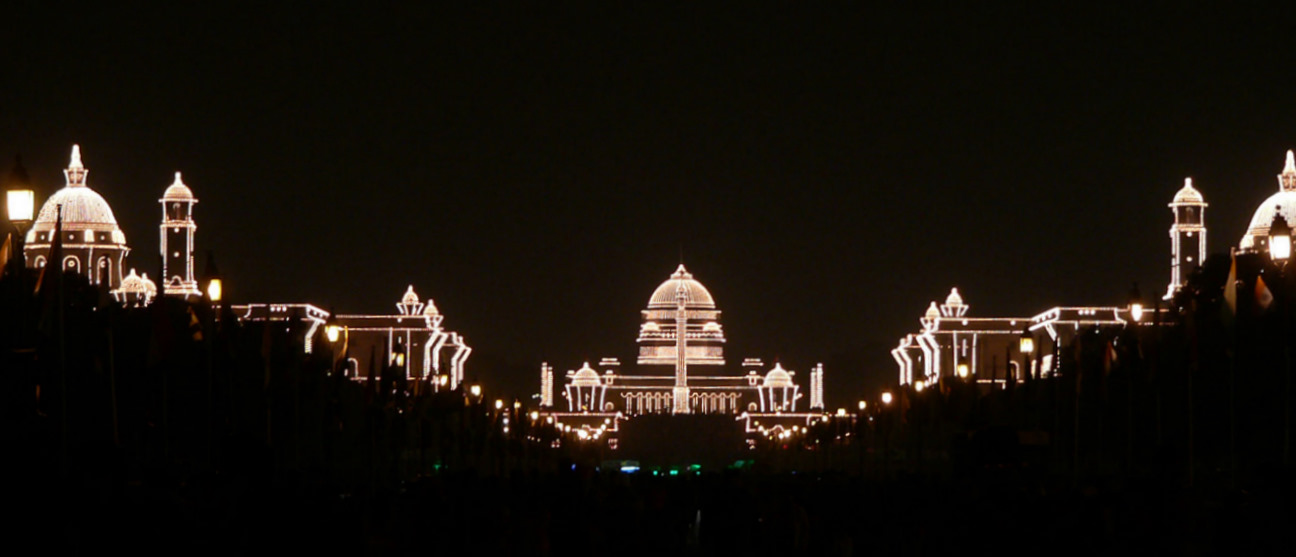
Budynki położone na Wzgórzu Raisina, w tym Pałac Prezydencki, rozświetlone w Dzień Republiki, rok 2008
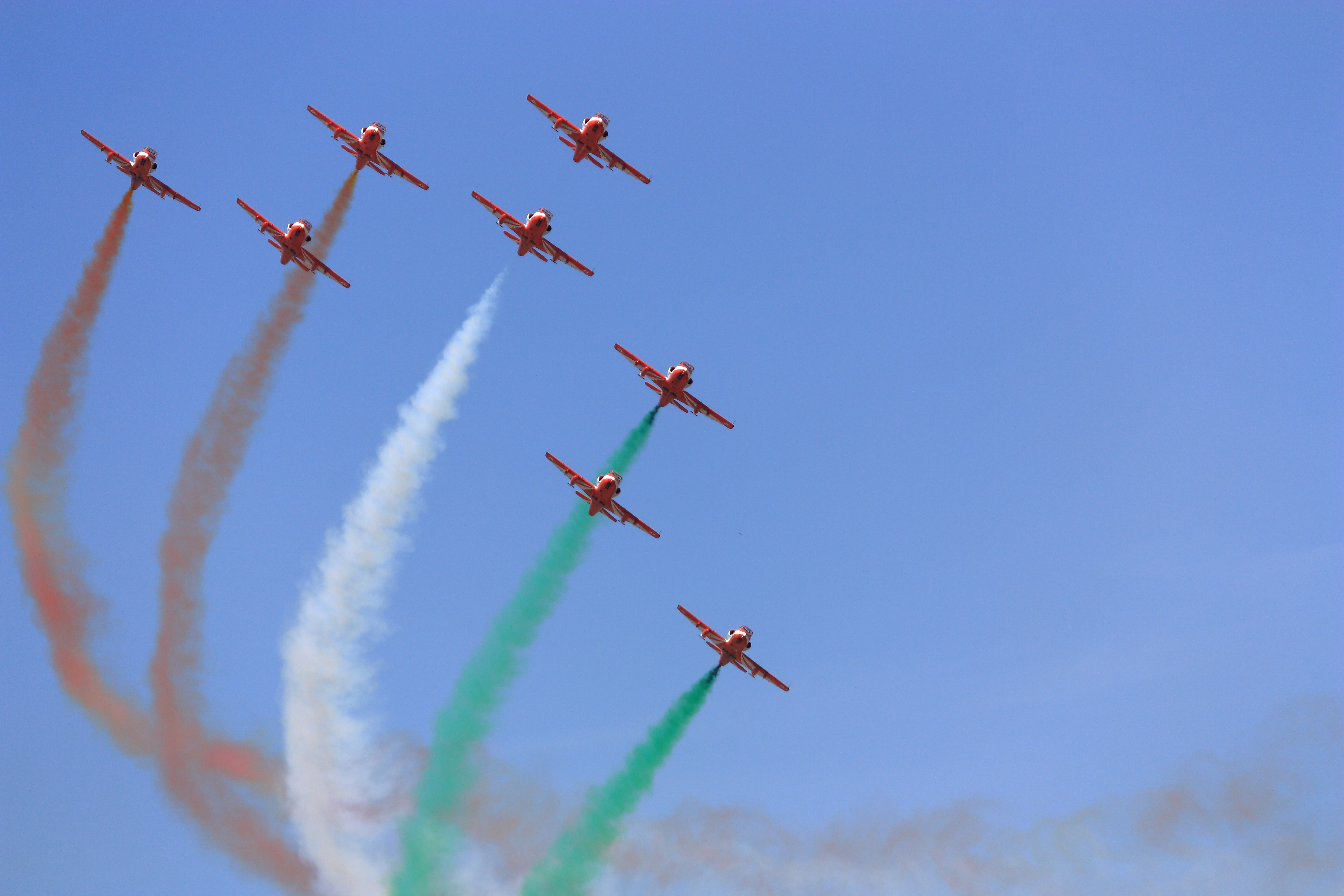
Zespół akrobacyjny Surya Kiran zostawia za sobą smugi w kolorze flagi narodowej
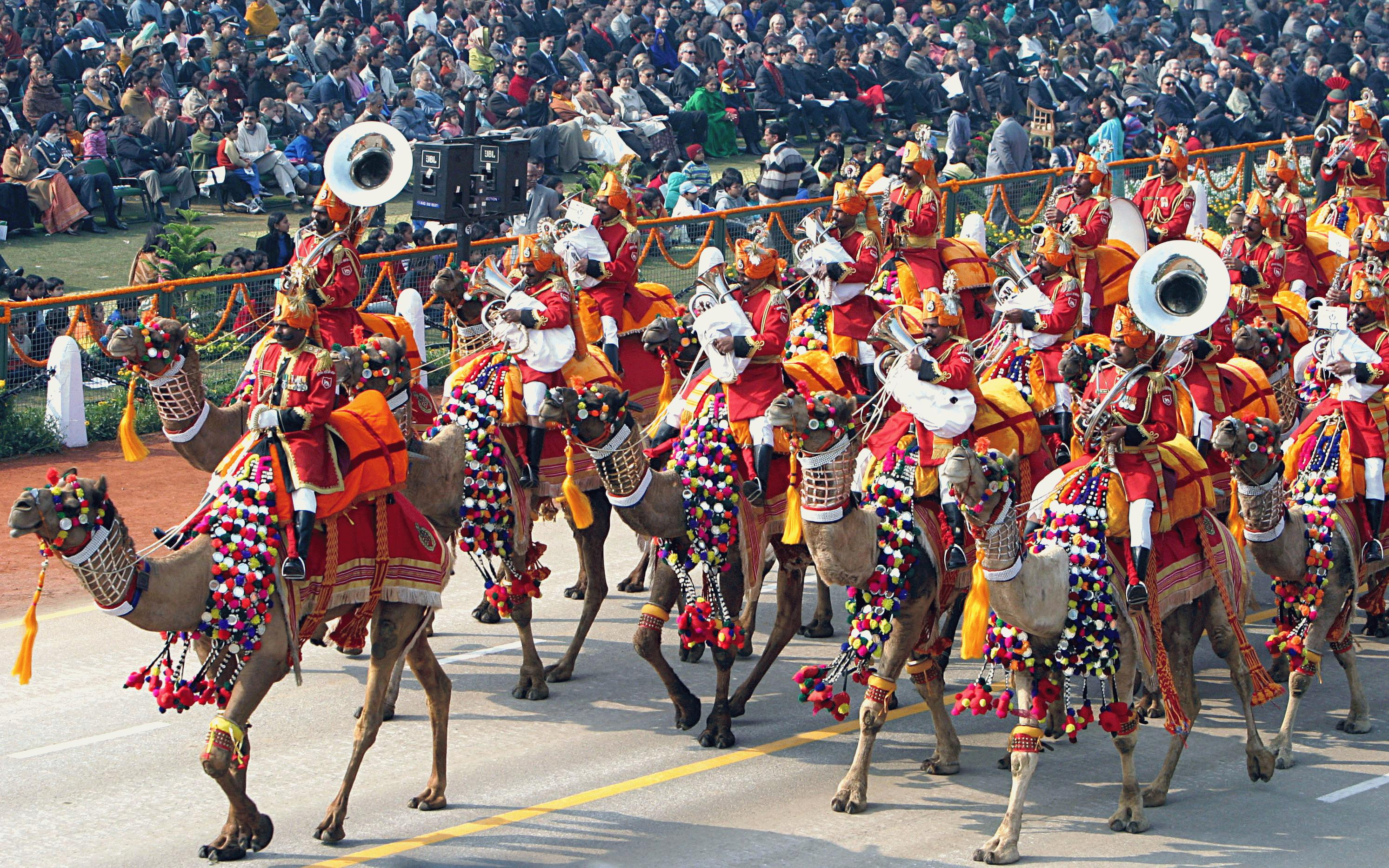
Pochód indyjskiej straży granicznej podczas Dnia Republiki
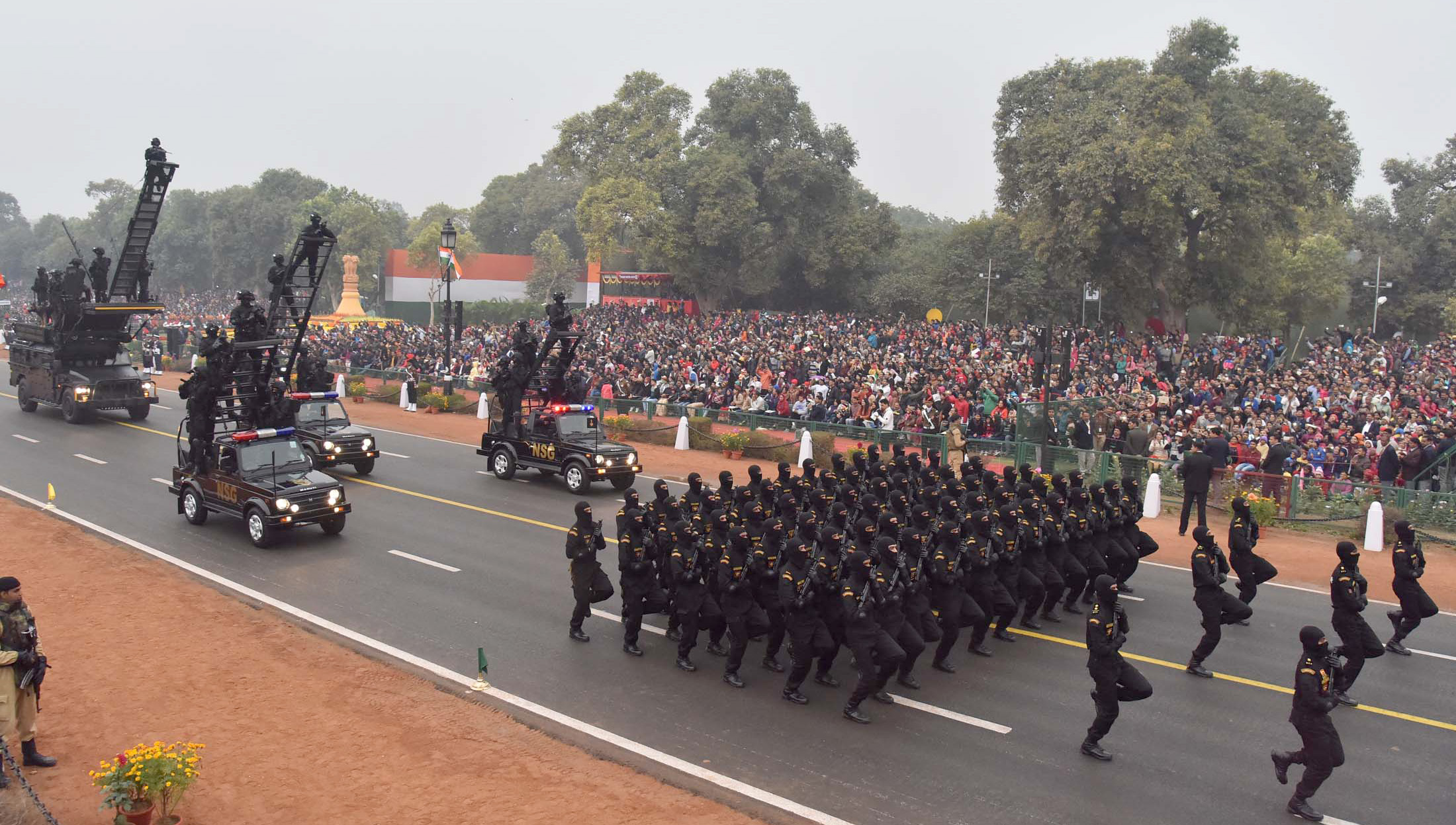
Komandosi National Security Guard, maszerujący podczas Parady Dnia Republiki w 2017 roku
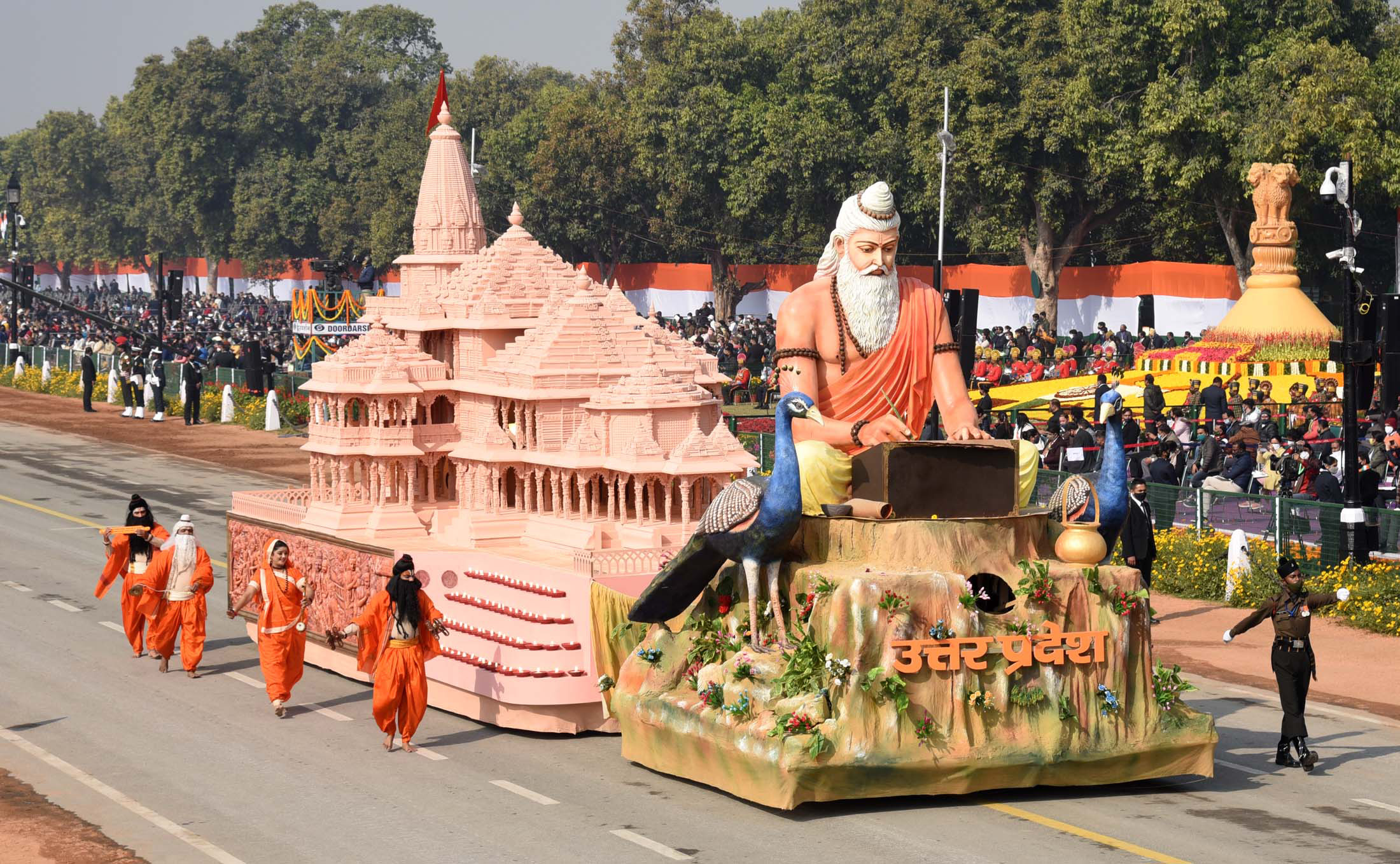
Obchody Dnia Republiki w Nowym Delhi, rok 2021